# 1864 ديدالوس
1864 ديدالوس هو كويكب صخري من كويكبات أبولو تعينة المؤقت 1971 FA، يصنف كجسم قريب من الأرض (NEO).قطرة مقدر لحوالي 3 كيلومترات .

تم اكتشافه في 24 مارس 1971، من قبل عالم الفلك الأمريكي الهولندي توم جيرليز في مرصد بالومار وسمي ديدالوس نسبة لدايدالوس من الميثولوجيا الإغريقية.

## التصنيف المداري
ديدالوس عضو في كويكبات أبولو وهي مجموعة من الأجسام القريبة من الأرض ذات مدار يعبر الأرض. يدور ديدالوس حول الشمس في داخل حزام الكويكبات الرئيسي على مسافة 0،6-2،4 وحدة فلكية مرة واحدة كل سنة و 9 أشهر (645 يوم). في مدار ينحرف 0.61 درجة ويميل 22 درجة نسبة لمسار الشمس. ولة مسافة تقاطع مدار دنيا مع الأرض قدرها 0.2693 وحدة فلكية.

## وصلات خارجية
- 1864 ديدالوس في قاعدة بيانات مختبر الدفع النفاث لأجرام النظام الشمسي الصغيرة

- الاكتشاف · مخطط المدار ·  العناصر المدارية · المعلمات المادية

- Asteroid Lightcurve Database (LCDB)
- Dictionary of Minor Planet Names
- Asteroids and comets rotation curves, CdR
- Discovery Circumstances: Numbered Minor Planets (1)-(5000) – Minor Planet Center